# Guillotine (film)
Guillotine er en tysk stumfilm fra 1924 af Guido Parish.

## Medvirkende
- Willy Fritsch som Paul
- Marcella Albani som Marie
- Hans Albers som Gaston Brieux
- Andja Zimowa som Alice
- Leopold von Ledebur som Cartier
- Eduard von Winterstein som Prokurist Laroche
- Georg John
- Bruno Ziener